# Binyan
Binyan is een bestuurslaag in het regentschap Bangli van de provincie Bali, Indonesië. Binyan telt 320 inwoners (volkstelling 2010).